# Anomalopteryx

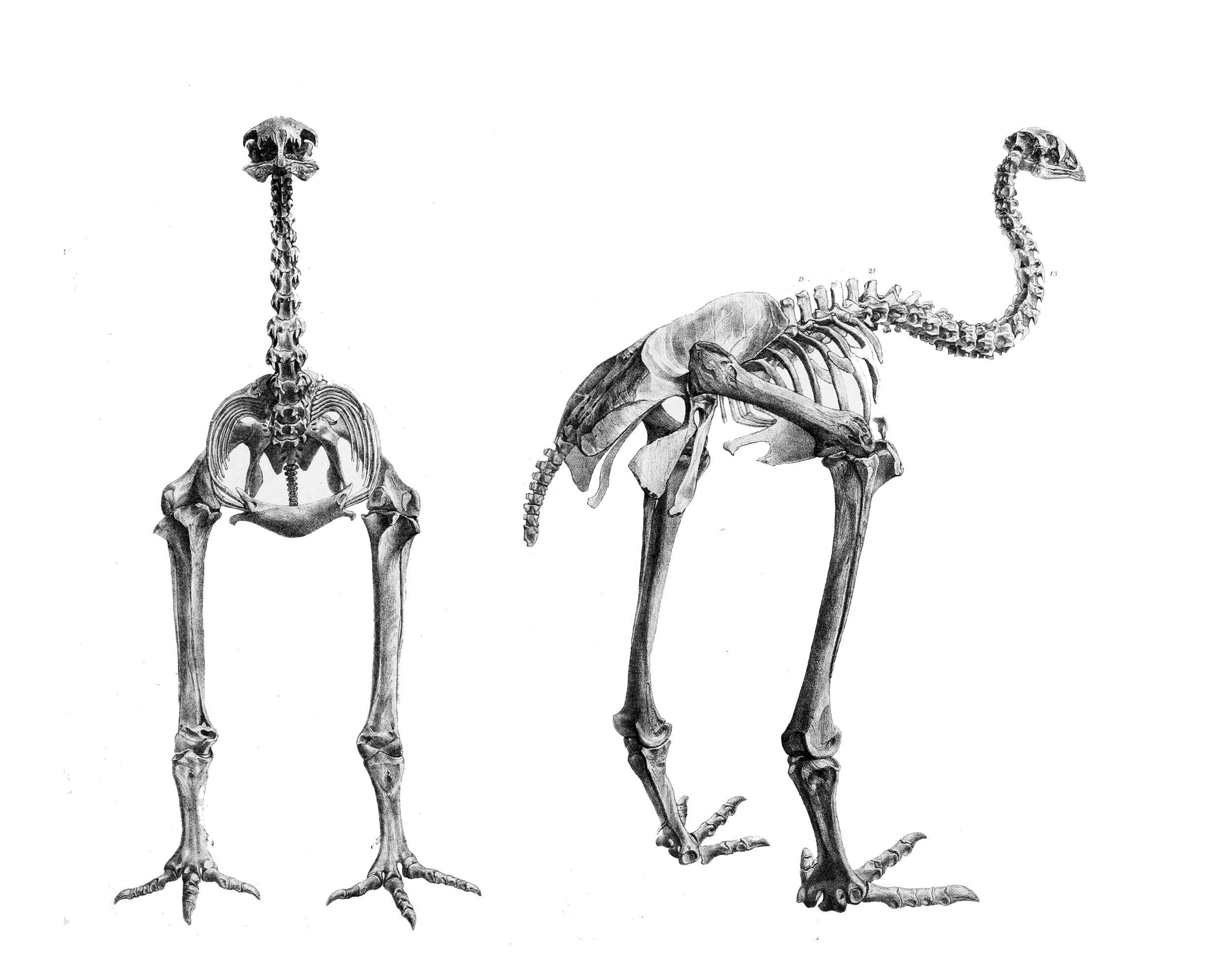
Esqueleto del Anomalopteryx

Anomalopteryx didiformis es un ave no voladora extinta conocida coloquialmente como moa menor, moa de arbusto pequeño o moa de arbusto. Era la especie de moa más pequeña conocida, solo un poco más alta que un pavo. Un pájaro delgado, pesaba alrededor de 30 kilogramos. Habitaba gran parte de la Isla Norte y pequeñas secciones de la Isla Sur de Nueva Zelanda. Habitaba las densas coníferas de las tierras bajas, los bosques de hayas del sur de hoja ancha y los matorrales. Poseía un pico robusto y afilado, lo que sugiere que su dieta se componía de semillas y otros materiales vegetales resistentes.
Los depredadores nativos incluían el águila de Haast y el aguilucho de Eyles. La especie se extinguió junto con otros animales salvajes nativos de Nueva Zelanda hace unos 500-600 años, tras la llegada y proliferación de los maoríes en Nueva Zelanda, así como la introducción de sus perros polinesios.
Como todos los moa, tienen un esternón sin quilla. También tienen un paladar distintivo. Los restos más completos, un esqueleto parcialmente articulado con considerable tejido momificado y plumas, fueron descubiertos en 1980 en Lake Echo Valley, al este de Te Anau, Southland. Ahora se encuentra en el Museo y Galería de Arte de Southland, en Invercargill. Los fósiles de Anomalopteryx constituían la mayor parte de los fósiles de moa descubiertos en un pantano en 1912 en Clevedon.
Científicos de la Universidad de Harvard ensamblaron el primer genoma casi completo de la especie a partir de los huesos de los dedos de los pies. 